# WrestleWar 1989
WrestleWar 1989: Music City Showdown si svolse il 7 maggio 1989 presso il Nashville Municipal Auditorium di Nashville, Tennessee. Si trattò di un evento di wrestling in pay-per-view prodotto dalla World Championship Wrestling sotto l'egida della National Wrestling Alliance.

## Evento
Il main event dello show fu il match Ric Flair contro Ricky Steamboat per il titolo NWA World Heavyweight Championship, da molti considerato il migliore incontro di wrestling di sempre.
Altri match inclusi nell'evento furono Varsity Club (Mike Rotunda & Steve Williams) contro Road Warriors (Hawk & Animal) per l'NWA World Tag Team Championship, il tag team match Eddie Gilbert & Rick Steiner contro Varsity Club (Kevin Sullivan & Dan Spivey) per i titoli NWA United States Tag Team Championship, Sting contro Iron Sheik per l'NWA World Television Championship, Michael Hayes contro Lex Luger per l'NWA United States Heavyweight Championship, Dynamic Dudes (Shane Douglas & Johnny Ace) contro Samoan Swat Team (Samu & Fatu), Dick Murdoch contro Bob Orton Jr. in un Bullrope match, e The Great Muta contro Doug Gilbert. Il gruppo di musica country The Oak Ridge Boys si esibì in un mini-concerto di 8 canzoni all'evento.

## Risultati
| N. | Match | Stipulazione | Durata |
| -- | --- | --- | ------ |
| 1  | The Great Muta (con Gary Hart) sconfigge Doug Gilbert (con Eddie Gilbert)                                  | Single match | 03:03  |
| 2  | Butch Reed sconfigge Ranger Ross                                                                           | Single match | 06:59  |
| 3  | Dick Murdoch sconfigge Bob Orton Jr. (con Gary Hart)                                                       | Bullrope match | 04:54  |
| 4  | The Dynamic Dudes (Johnny Ace & Shane Douglas) sconfiggono The Samoan SWAT Team (con Paul E. Dangerously)  | Tag team match | 11:02  |
| 5  | Michael Hayes (con Hiro Matsuda) sconfigge Lex Luger (c)                                                   | Single match per il NWA United States Heavyweight Championship                                                           | 16:06  |
| 6  | Sting (c) sconfigge The Iron Sheik (con Rip Morgan)                                                        | Single match per il NWA World Television Championship                                                                    | 02:12  |
| 7  | Ric Flair sconfigge Ricky Steamboat (c)                                                                    | Single match per il NWA World Heavyweight Championship (con Lou Thesz, Pat O'Connor, e Terry Funk come giudici speciali) | 31:37  |
| 8  | The Road Warriors (con Paul Ellering) sconfiggono The Varsity Club (c) (con Kevin Sullivan) per squalifica | Tag team match per i NWA World Tag Team Championship (con Nikita Koloff come arbitro speciale)                           | 06:06  |
| 9  | Eddie Gilbert & Rick Steiner (c) (con Missy Hyatt) sconfiggono Varsity Club                                | Tag team match per i NWA United States Tag Team Championship                                                             | 06:41  |